# Promenaea
Promenaea is een geslacht van orchideeën uit de onderfamilie Epidendroideae.
Het zijn kleine epifytische planten van zeer vochtige, schaduwrijke tropische regenwouden uit Brazilië, met kleine eivormige pseudobulben en in verhouding grote, opvallende bloemen.

## Naamgeving en etymologie
De geslachtsnaam Promenaea is een verwijzing naar de Griekse priesteres Promeneia, die bekendstond om haar schoonheid.

## Kenmerken
Promenaea-soorten zijn kleine epifytische planten, met dunne rizomen, kleine, gekielde, eivormige pseudobulben, die naarmate ze ouder worden rimpelen, dikwijls omhuld door bladscheden, met aan de top twee of drie zachte, vlakke, ovale bladeren met een spitse top en een smalle basis. De bloeiwijze is een tros met één of twee grote bloemen op een korte, afhangende, okselstandige bloemstengel.
De bloemen zijn groot in verhouding tot de plant, wit, geel of donkerrood gekleurd, met gelijkvormige, min of meer vlakke elliptische kelk- en kroonbladen met asymmetrische basis, de kelkbladen groter en breder dan de spitsere kroonbladen. De bloemlip is drielobbig, met korte, smalle, opgerichte zijlobben en een brede ovale middenlob met een centrale callus met twee dwarse uitstulpingen. Het gynostemium is lang en kegelvormig en draagt vier pollinia.

## Soorten
Het geslacht omvat achttien soorten. De typesoort is Promenaea stapelioides.
- Promenaea acuminata Schltr. (1919)
- Promenaea albescens Schltr. (1919)
- Promenaea catharinensis Schltr. (1921)
- Promenaea dusenii Schltr. (1921)
- Promenaea fuerstenbergiana Schltr. (1921)
- Promenaea guttata (Rchb.f.) Rchb.f. (1856)
- Promenaea lentiginosa (Lindl.) Lindl. (1843)
- Promenaea malmquistiana Schltr. (1921)
- Promenaea microptera Rchb.f. (1881)
- Promenaea nigricans Königer & J.G.Weinm.bis (1995)
- Promenaea ovatiloba (Klinge) Cogn. in C.F.P.von Martius & auct. suc. (eds.) (1906)
- Promenaea paranaensis Schltr. (1921)
- Promenaea riograndensis Schltr. (1925)
- Promenaea rollissonii (Lindl.) Lindl. (1843)
- Promenaea silvana F.Barros & Cath. (1994 publ. 1995)
- Promenaea sincorana P.Castro & Campacci (1993)
- Promenaea stapelioides (Link & Otto) Lindl. (1843)
- Promenaea xanthina (Lindl.) Lindl. (1843)